# نادي ماربيا
نادي مربلة لكرة القدم (بالإسبانية: Marbella Fútbol Club)، المعروف سابقًا باسم يونيون ديبورتيفا مربلة (بالإسبانية: Unión Deportiva Marbella)، هو فريق كرة قدم إسباني يقع مقره في مربلة، المجتمع المستقل في الأندلس . تأسس النادي عام 1997، ويلعب حالياً في الدوري الإسباني الدرجة الثالثة ، ويلعب مبارياته على أرضه على ملعب داما دي نوتشي لكرة القدم (بالإسبانية: Dama de Noche football).

## تاريخ
تأسس نادي يونيون ديبورتيفا مربلة في عام 1997 مباشرة بعد تفكك نادي أتلتيكو ماربلة، الذي تأسس قبل 38 عامًا وكان مملوكًا لخيسوس جيل، وهو أيضًا رئيس مجلس إدارة نادي أتلتيكو مدريد. في موسم 2000-01، فاز الفريق بمجموعته في الدوري الإسباني الدرجة الرابعة (بالإسبانية: Tercera División)، ثم جاء في المركز الثاني خلف ريال بيتيس ب في تصفيات الصعود. وتأهل بعد ذلك إلى كأس ملك إسبانيا لأول مرة، حيث خسر 0-1 على أرضه أمام نادي ديتر زافرا (بالإسبانية: CD Díter Zafra) في الجولة التمهيدية. وفي عام 2003، صعد إلى الدرجة الثانية ب (الدوري الإسباني الدرجة الثالثة حاليًا)
تم الاستحواذ على ماربيا من قبل رجال الأعمال إيان رادفورد وواين إليوت من مجموعة HI، وهي شركة دولية للرياضة والترفيه والعقارات والسفر في سبتمبر 2007. في عام 2009، خاض النادي مباريات فاصلة للصعود إلى دوري الدرجة الثانية لأول مرة، ولكنه خسر فرصة المشاركة بعد خسرته أمام لوركا ديبورتيفا (بالإسبانية: Lorca Deportiva) 2-1 في مجموع المباراتين. في مسابقة الكأس في الموسم التالي، وصل إلى دور 32 قبل أن يخسر بنتيجة 8-0 في مجموع المباراتين أمام نادي أتلتيكو؛ وانهى موسمه في الدوري بالهبوط بعد سبع سنوات قضاها في دوري الدرجة الثالثة.
في 28 يونيو 2013، تم تغيير اسم النادي إلى نادي ماربيا لكرة القدم ، بموافقة المالك الروسي للنادي ألكسندر جرينبيرج، من أجل جذب قاعدة جماهيرية أوسع. في نهاية الموسم ، صعد النادي إلي الدرجة الثالثة بعد أربع سنوات في الدرجة الرابعة بعد فوزه في المباريات الفاصلة للتأهل على نادي إلدنس بنتيجة 3-2 في مجموع المباراتين بعد وقت إضافي. بعد احتلال النادي المركز الثاني في موسم 2017–18 صعد ماربيا لمشاركة في تصفيات دوري الدرجة الثانية ب لعام 2018 لصعود لدوري الإسباني الدرجة الثانية ، ولكنه في النهاية خسر في في الجولة الأولى أمام سيلتا فيجو ب بركلات الترجيح .
باع جرينبيرج النادي للمستثمر الصيني تشاو تشن في نوفمبر 2018. في موسم 2019-20 ، جاء الفريق مرة أخرى في المركز الثاني وتأهل إلى التصفيات النهائية ، حيث أقيمت جميع المباريات في المنطقة المحلية بسبب جائحة كوفيد-19. ومع ذلك، خسروا أمام نادي بينيا ديبورتيفا في الجولة الأولى بنتيجة 2-0. أدت إعادة هيكلة الدوريات في إسبانيا إلى هبوط مربلة من دوري الدرجة الثانية ب في 2020-21 ، إلى الدوري الإسباني الدرجة الخامسة.
بعد عامين في الدرجة الخامسة، حقق ماربيا الصعود في أبريل 2023 باعتباره بطل مجموعته.
انتهى موسم مربلة الأول في الدوري الإسباني الدرجة الرابعة بنجاح، فصعد إلى الدوري الإسباني الدرجة الثالثة في يونيو 2024. تغلبوا على خيتافي ب ثم يونيون ديبورتيفا لوغرينييس في مباراتين فاصلتين من أصل مباراتين. بعد الصعود، أُعلن لاعب خط الوسط البرازيلي كاسيميرو أنه سيستثمر في النادي.

### اسماء النادي
- أتلتيكو مربلة: 1947–1997
- نادي (مربلة UD): 1997–2013
- نادي مربلة لكرة القدم: 2013– حتى الآن

## المواسم
- UD مربلة

| الموسم    | الدوري                         | اسم الدوري بالإسبانية | الترتيب    | كأس ملك إسبانيا |
| --------- | ------------------------------ | --------------------- | ---------- | --------------- |
| 1997–98   | الدوري الإسباني الدرجة الخامسة | Reg. Pref.            | البطل      |                 |
| 1998–99   | الدوري الإسباني الدرجة الرابعة | 3ª                    | السادس     |                 |
| 1999–2000 | الدوري الإسباني الدرجة الرابعة | 3ª                    | الثامن     |                 |
| 2000–01   | الدوري الإسباني الدرجة الرابعة | 3ª                    | البطل      |                 |
| 2001–02   | الدوري الإسباني الدرجة الرابعة | 3ª                    | السادس     | الدور التمهيدي  |
| 2002–03   | الدوري الإسباني الدرجة الرابعة | 3ª                    | الوصيف     |                 |
| 2003–04   | الدوري الإسباني الدرجة الثالثة | 2ª B                  | الخامس عشر |                 |
| 2004–05   | الدوري الإسباني الدرجة الثالثة | 2ª B                  | الخامس     |                 |

| الموسم  | الدوري                         | اسم الدوري بالإسبانية | الترتيب    | كأس ملك إسبانيا |
| ------- | ------------------------------ | --------------------- | ---------- | --------------- |
| 2005–06 | الدوري الإسباني الدرجة الثالثة | 2ª B                  | الثاني عشر | الدور التمهيدي  |
| 2006–07 | الدوري الإسباني الدرجة الثالثة | 2ª B                  | السابع     |                 |
| 2007–08 | الدوري الإسباني الدرجة الثالثة | 2ª B                  | الخامس عشر |                 |
| 2008–09 | الدوري الإسباني الدرجة الثالثة | 2ª B                  | الرابع     |                 |
| 2009–10 | الدوري الإسباني الدرجة الثالثة | 2ª B                  | التاسع عشر | دور 32          |
| 2010–11 | الدوري الإسباني الدرجة الرابعة | 3ª                    | العاشر     |                 |
| 2011–12 | الدوري الإسباني الدرجة الرابعة | 3ª                    | الثالث     |                 |
| 2012–13 | الدوري الإسباني الدرجة الرابعة | 3ª                    | الحادي عشر |                 |

- نادي مربلة لكرة القدم

| الموسم  | الدوري                         | اسم الدوري بالإسبانية | الترتيب    | كأس ملك إسبانيا |
| ------- | ------------------------------ | --------------------- | ---------- | --------------- |
| 2013–14 | الدوري الإسباني الدرجة الرابعة | 3ª                    | البطل      |                 |
| 2014–15 | الدوري الإسباني الدرجة الثالثة | 2ª B                  | العاشر     | الدور الأول     |
| 2015–16 | الدوري الإسباني الدرجة الثالثة | 2ª B                  | الرابع عشر |                 |
| 2016–17 | الدوري الإسباني الدرجة الثالثة | 2ª B                  | السابع     |                 |
| 2017–18 | الدوري الإسباني الدرجة الثالثة | 2ª B                  | الثاني     | الدور الثاني    |
| 2018–19 | الدوري الإسباني الدرجة الثالثة | 2ª B                  | السابع     | الدور الأول     |
| 2019–20 | الدوري الإسباني الدرجة الثالثة | 2ª B                  | الوصيف     | الدور الثاني    |
| 2020–21 | الدوري الإسباني الدرجة الثالثة | 2ª B                  | التاسع     | الدور الثاني    |
| 2021–22 | الدوري الإسباني الدرجة الخامسة | 3ª RFEF               | الثالث     |                 |
| 2022–23 | الدوري الإسباني الدرجة الخامسة | 3ª Fed.               | البطل      |                 |
| 2023–24 | الدوري الإسباني الدرجة الرابعة | 2ª Fed.               | الثالث     | الدور الأول     |
| 2024–25 | الدوري الإسباني الدرجة الثالثة | 1ª Fed.               |            | دور 32          |

- موسم واحد في Primera Federación (الدوري الإسباني الدرجة الثالثة حاليًا)
- 13 موسم في دوري الدرجة الثانية ب Segunda División B (الدوري الإسباني الدرجة الثالثة سابقًا)
- موسم واحد في Segunda Federación (الدوري الإسباني الدرجة الرابعة حاليًا)
- 9 مواسم فيTercera División (الدوري الإسباني الدرجة الرابعة سابقًا))
- موسمان في Tercera Federación /Tercera División RFEF (الدوري الإسباني الدرجة الخامسة حاليًا)

## الفريق الحالي
آخر تحديث 30 أغسطس 2024.
ملاحظة: تشير الأعلام إلى المنتخب الوطني على النحو المحدد في قواعد الأهلية للفيفا. قد يحمل اللاعبون أكثر من جنسية واحدة غير تابعة للفيفا.
| الرقم | البلد   | المركز | اللاعب                            |
| ----- | ------- | ------ | --------------------------------- |
| 1     | إسبانيا | حارس   | ألبرتو ليجاراجا                   |
| 2     | إسبانيا | مدافع  | خورخي ألفاريز                     |
| 3     | إسبانيا | مدافع  | جينار فورنيس                      |
| 4     | إسبانيا | مدافع  | خوسيه كاراسكو                     |
| 5     | إسبانيا | وسط    | لويس أكوستا                       |
| 6     | إسبانيا | وسط    | خافي دوارتي                       |
| 7     | إسبانيا | مهاجم  | خوسيه كاييخون                     |
| 8     | إسبانيا | وسط    | جوني ألامو                        |
| 9     | الصين   | مهاجم  | دو يويزينج                        |
| 10    | إسبانيا | مدافع  | ايتور بونال                       |
| 11    | إسبانيا | وسط    | ألبرتو سوتو                       |
| 13    | إسبانيا | حارس   | داني مارتن (معار من نادي ليفانتي) |

| الرقم | البلد            | المركز | اللاعب                                     |
| ----- | ---------------- | ------ | ------------------------------------------ |
| 14    | إسبانيا          | مدافع  | ماركوس أولغوين                             |
| 15    | النيجر           | مدافع  | ياك ماغاجي                                 |
| 16    | غينيا الاستوائية | مهاجم  | دوريان جونيور                              |
| 17    | إسبانيا          | مهاجم  | إنييجو أليتو                               |
| 18    | غانا             | مهاجم  | طاهر عودو                                  |
| 19    | غانا             | مهاجم  | إرنست أوهيمنج                              |
| 20    | كولومبيا         | مدافع  | بيرناردو ايسبينوسا                         |
| 21    | إسبانيا          | وسط    | بابلو مونيوث (معار من ديبورتيفو لاكورونيا) |
| 22    | إسبانيا          | مهاجم  | يراي لانشا (معار من ريال مدريد)            |
| 23    | إسبانيا          | وسط    | ماركوس بينيا (معار من نادي ألميريا)        |
| 24    | أستراليا         | وسط    | ريان إدواردز                               |
| 25    | أستراليا         | حارس   | دانييل سولسكي                              |

### خارج على سبيل الإعارة
ملاحظة: تشير الأعلام إلى المنتخب الوطني على النحو المحدد في قواعد الأهلية للفيفا. قد يحمل اللاعبون أكثر من جنسية واحدة غير تابعة للفيفا.
| الرقم | البلد   | المركز | اللاعب                                    |
| ----- | ------- | ------ | ----------------------------------------- |
|       | إسبانيا | حارس   | يراي بيجار (إلي ماربيل حتي 30 يونيو 2025) |

| الرقم | البلد   | المركز | اللاعب                                                            |
| ----- | ------- | ------ | ----------------------------------------------------------------- |
|       | إسبانيا | مدافع  | فران مورينو (إلي نادي ريال بالومبيديكا لينينسي حتي 30 يونيو 2025) |

## البطولات
- الدوري الإسباني الدرجة الرابعة (Tercera División:): 2001–02 ، 2013–14
- الدوري الإسباني الدرجة الخامسة (Tercera Federación): 2022–23
- الدوري الإسباني الدرجة الرابعة (Segunda Federación): الفائز في الملحق 2023–24

## المدربين السابقين
- خوان رامون لوبيز مونيز
- أولي
- ألفريدو سانتايلينا

## الملعب
الملعب التقليدي لنادي مربلة هو الملعب البلدي في مربلة (بالإسبانية: Estadio Municipal de Marbella). ومع ذلك، مع إعادة تطوير هذا الملعب،  يلعب نادي مربلة حاليًا مبارياته على أرضه في ملعب داما دي نوتشي لكرة القدم، وهو ملعب تدريب تم تحويله إلى ملعب أساسي بإضافة مدرجات مؤقتة، ويتسع لحوالي 1500 متفرج. نتيجة للمرافق الأساسية والمحدودة في داما دي نوتشي لكرة القدم، تعرض المجلس المحلي ونادي مربلة لضغوط من المشجعين لاستكمال إعادة تطوير الملعب البلدي في مربلة.

## الأندية التابعة
النادي التالي تابع حاليًا لنادي مربلة لكرة القدم:
- نادي حيدر آباد (2020–الآن)[14]

## روابط خارجية
- الموقع الرسمي (بالإسبانية)
- الملف الشخصي لفريق (بالإسبانية)
- الموقع الرسمي لأكاديمية النادي
- تاريخ النادي والملعب (بالإنجليزية)